# Seiji Ōko
Seiji Ōko (jap. 大古誠司 Ōko Seiji; ur. 15 lutego 1948 w Kawasaki) – japoński siatkarz, atakujący. Dwukrotny medalista olimpijski. Członek amerykańskiej galerii sław siatkarskich – Volleyball Hall of Fame.
Mierzący 194 cm wzrostu zawodnik w reprezentacji debiutował w 1967. Znajdował się w składzie drużyny srebrnych medalistów olimpijskich w Meksyku. W 1972 w Monachium znalazł się wśród triumfatorów olimpiady. Brał udział w IO 76 (czwarte miejsce). Był brązowym medalistą mistrzostw świata w 1970 i 1974. Był szkoleniowcem kadry Japonii, w tej roli brał udział w IO 84 i IO 92